# Manrico Ducceschi
Pour les articles homonymes, voir Ducceschi et Pippo.
Manrico Ducceschi, nom de bataille 'Pippo' (né le 11 septembre 1920 à Capoue, dans la province de Caserte en Campanie - mort le 24 août 1948 à Lucca) est un résistant italien pendant la Seconde Guerre mondiale.

## Biographie
Né à Capoue de Fernando et Matilde Bonaccio, de Pistoia, il passe son enfance et son adolescence à Pistoia, où il fréquente le lycée Forteguerri. Il fréquente aussi le lycée "Macchiavelli" de Lucques où il obtient son baccalauréat en lettres. Il s'inscrit à l'université des lettres et de la philosophie de Florence, mais il ne terminera jamais ses études parce qu'il est appelé sous les drapeaux.

### La Résistance
Le 8 septembre 1943, lors de la déclaration de guerre de l'Italie à l'Allemagne, il est élève officier au V régiment de chasseurs alpins à Tarquinia. Il évite d'être fait prisonnier et il retourne dans sa ville où il se met en contact avec ses anciens camarades d'études, militants du mouvement « Giustizia e Libertà » de Florence, mouvement proche du Parti d'action. Il entre dans le maquis pour participer à la résistance italienne d'abord sous le pseudonyme de Pontito puis celui de Pippo.
Mi-septembre, il crée la « Brigade Rosselli » et il établit son quartier général aux Tre Potenze. Le 16 mars 1944, la formation, qui est indépendante de tous partis politiques, prend le nom officiel d'Armée de Libération Nationale — XIe Zone Patriotique et agit dans les zones de Garfagnana, de la vallée du Serchio, de Valdinievole et de la montagne Pistoiese alors que celle de Silvano Fedi se charge des environs de Pistoia.
Une des principales opérations est l'interception au Pas de l'Abetone du contre-amiral japonais Toyo Mitunobu ce qui permit de recueillir d'importants documents concernant les futures opérations du Pacifique. 
Grâce aux très bons rapports avec les Alliés par l'intermédiaire des agents secrets parachutés dans le secteur, la formation recevra régulièrement des approvisionnements en armes et provisions par avions.
Après l'arrivée des Alliés de la Ve armée en octobre 1944, la formation est englobée dans les troupes régulières et est dénommée « Bataillon Autonome Patriotes Italiens Pippo ». Elle reçoit des uniformes et des équipements américains et elle contrôle quarante kilomètres de front le long de la ligne gothique de Garfagnana aux Apennins Pistoiese, s'opposant valeureusement aux forces allemandes et à plusieurs contingents de la division « Italia », « San Marco » et « Monterosa » de la République sociale italienne.
Après l'enfoncement de la « ligne gothique », la formation accompagne les troupes alliées dans leur avancée et avec elles, participe à la libération de Modène, Reggio d'Émilie, Parme, Plaisance, Lodi puis il entre dans Milan et il arrive enfin jusqu'à la frontière suisse. Après un retour triomphal en Toscane, le 6 juin 1945, à Abetone, en présence d'officiels alliés, la formation est dissoute avec les honneurs militaires. 
L'indépendance de Ducceschi n'est pas bien acceptée par les brigades Garibaldi, de tendance social-communiste. À la fin de la guerre, le commandant résistant Pippo est décoré par les Alliés de la Bronze Star Medal américaine de la valeur militaire, mais il ne reçoit aucune reconnaissance de la part des organisations résistantes, souvent emmenées par des représentants communistes, ni par l'État italien. La tension est encore plus importante lorsque Pippo déclare qu'il a l'intention de dénoncer les abus de groupes de résistants.  La dénonciation n'a jamais eu lieu, son père le retrouve pendu dans sa maison de Lucques. L'hypothèse du suicide ne convainc jamais les proches de Ducceschi.

## Sources
- (it) Cet article est partiellement ou en totalité issu de l’article de Wikipédia en italien intitulé « Manrico Ducceschi » (voir la liste des auteurs) du 19.10.2007.